# Adam Forshaw
Adam Forshaw (Liverpool, 8 ottobre 1991) è un calciatore inglese, centrocampista del Blackburn.

## Carriera
Nella stagione 2009-2010, a 18 anni, ha esordito in UEFA Europa League con l'Everton, nella partita del 17 dicembre 2009 contro il Bate Borisov. Nella stagione successiva ha esordito in Premier League.
Dopo tre stagioni in League One con il Brentford, gioca nella seconda serie inglese con Wigan Athletic e Middlesbrough.

## Palmarès

### Club

#### Competizioni nazionali
- Campionato inglese di seconda divisione: 1

Leeds United: 2019-2020

### Individuale
- League One Player of the Year: 1

2013-2014